# JSLカップ
JSLカップ選手権大会（じぇいえすえるカップせんしゅけんたいかい）とは、日本サッカーリーグ(JSL)に参加する1部2部の全チームが参加したリーグカップ。

## 概要
JSLには2部までが設定されていたが、JSLカップではリーグカップの形態を正しく反映して2部までの全てのチームの参加を認めていた（Jリーグカップでは2部以下のチームの出場が見合わせられた期間が存在する）。
主にリーグ戦開幕前の春または夏に行われた。特に1985年以降は新チーム編成で最初の公式戦であり、リーグ優勝の行方を占う前哨戦的な要素があった。
1993年からJリーグが始まると、リーグカップの形態はJリーグカップに継承された。

## 歴史

### スペシャル・カップ
1973年のワールドカップ西ドイツ大会予選を前に4月8日から5月14日にかけて行われた。同予選に出場する日本代表メンバーを除く日本リーグ1部所属10チームが出場した。
東西5チームずつによる予選リーグを勝ち抜いた各2チームが国立西が丘サッカー場での準決勝に進んだ。同会場での決勝は藤和とヤンマーによる東西の予選1位同士の対戦となり、1対1のまま延長でも決着がつかず2チーム優勝となった。

### JSLカップ
1973年に開催されたスペシャル・カップを参考に、日本代表の国際大会などで日本リーグの日程が開いてしまう期間に開催する大会として1976年に新設された。1979年の第4回大会からは予選リーグが廃止され、ノックアウト方式へと移行した。優勝チームには強化費とJSLカップ、日本サッカー協会杯、中日トロフィーならびに選手には金メダルが授与された。なお準優勝チームには強化費（3位チームにも）と中日トロフィーならびに銀メダルが授与された。
中日新聞社や中部日本放送がスポンサーということもあり準決勝および決勝は名古屋の瑞穂球技場やその近辺で開催されることが多く、夏の名古屋という猛暑の中での連戦はコンディション調整との戦いでもあった。

## 結果
| 回     | 年度   | 優勝                | 結果  | 準優勝     | ベスト4    | ベスト4    |
| ------ | ------ | ------------------- | ----- | ---------- | ---------- | ---------- |
| 特別杯 | 1973年 | 藤和不動産 ヤンマー | 1 - 1 |            | 三菱重工   | 新日鐵     |
| 1      | 1976年 | 日立製作所          | 1 - 0 | 永大産業   | 古河電工   | 三菱重工   |
| 2      | 1977年 | 古河電工            | 4 - 0 | ヤンマー   | フジタ工業 | 本田技研   |
| 3      | 1978年 | 三菱重工            | 2 - 1 | フジタ工業 | 読売クラブ | 新日鐵     |
| 4      | 1979年 | 読売クラブ          | 3 - 2 | 古河電工   | 富士通     | 三菱重工   |
| 5      | 1980年 | 日本鋼管            | 3 - 1 | 日立製作所 | 帝人       | 日産自動車 |
| 6      | 1981年 | 三菱重工 東芝       | 4 - 4 |            | フジタ工業 | 古河電工   |
| 7      | 1982年 | 古河電工            | 3 - 2 | ヤンマー   | 日本鋼管   | ヤマハ     |
| 8      | 1983年 | ヤンマー            | 1 - 0 | 日産自動車 | フジタ工業 | 日本鋼管   |
| 9      | 1984年 | ヤンマー            | 3 - 0 | 東芝       | 日立製作所 | 本田技研   |
| 10     | 1985年 | 読売クラブ          | 2 - 0 | 日産自動車 | 本田技研   | 古河電工   |
| 11     | 1986年 | 古河電工            | 4 - 0 | 日産自動車 | 本田技研   | ヤンマー   |
| 12     | 1987年 | 日本鋼管            | 3 - 0 | 住友金属   | 本田技研   | 全日空     |
| 13     | 1988年 | 日産自動車          | 3 - 0 | 東芝       | 三菱重工   | ヤンマー   |
| 14     | 1989年 | 日産自動車          | 1 - 0 | ヤマハ     | フジタ工業 | 読売クラブ |
| 15     | 1990年 | 日産自動車          | 3 - 1 | 古河電工   | 全日空     | 本田技研   |
| 16     | 1991年 | 読売クラブ          | 4 - 3 | 本田技研   | 日産自動車 | マツダ     |

## クラブ別成績
| クラブ名   | 優 | 準 | 優勝年度       | 準優勝年度     |
| ---------- | -- | -- | -------------- | -------------- |
| 日産自動車 | 3  | 3  | 1988,1989,1990 | 1983,1985,1986 |
| ヤンマー   | 3  | 2  | 1973,1983,1984 | 1977,1982      |
| 古河電工   | 3  | 2  | 1977,1982,1986 | 1979,1990      |
| 読売クラブ | 3  | 0  | 1979,1985,1991 |                |
| 三菱重工   | 2  | 0  | 1978,1981      |                |
| 日本鋼管   | 2  | 0  | 1980,1987      |                |
| 東芝       | 1  | 2  | 1981           | 1984,1988      |
| フジタ工業 | 1  | 1  | 1973           | 1978           |
| 日立製作所 | 1  | 1  | 1976           | 1980           |
| 永大産業   | 0  | 1  |                | 1976           |
| 住友金属   | 0  | 1  |                | 1987           |
| ヤマハ     | 0  | 1  |                | 1989           |
| 本田技研   | 0  | 1  |                | 1991           |